# Subsecretaria d'Educació i Formació Professional
La Subsecretaria d'Educació i Formació Professional (de 2011 a 2018 Subsecretaria d'Educació, Cultura i Esport) és una Subsecretaria del Ministeri d'Educació i Formació Professional.

## Funcions
Correspon a la Subsecretaria d'Educació, Cultura i Esport l'acompliment de les següents funcions:
- El suport i assessorament tècnic al Ministre en l'elaboració i aprovació dels plans d'actuació del Departament.
- L'elaboració i coordinació dels plans generals del Departament en matèria normativa, de política pressupostària, de personal i retributiva, de patrimoni, immobles i infraestructures, de Tecnologies de la informació i la comunicació, de programació econòmica i de control pressupostari.
- L'impuls, coordinació, suport i supervisió de les activitats d'elaboració de disposicions generals del Departament, així com les gestions relacionades amb la seva publicació.
- L'adreça, impuls i gestió de les funcions relatives a la tramitació dels assumptes del Consell de Ministres, Comissions Delegades del Govern i Comissió General de Secretaris d'Estat i Subsecretaris.
- L'impuls i coordinació de les relacions del Ministeri d'Educació i Formació Professional amb els òrgans jurisdiccionals, amb els altres Departaments de la Administració General de l'Estat, amb els Delegats i Subdelegats del Govern i amb els restants òrgans perifèrics.
- La direcció de la funció inspectora sobre els serveis, organismes i centres dependents del Departament, especialment pel que fa al personal, procediment, règim econòmic, instal·lacions i dotacions d'aquests, sense perjudici de les funcions que corresponen a la Inspecció educativa.
- La gestió dels serveis administratius, la seva racionalització i informatització, l'estadística, la informació i documentació administrativa i el despatx dels assumptes no atribuïts a la competència d'altres òrgans superiors del Departament.
- La coordinació de les actuacions del Departament en matèria d'igualtat de gènere.
- L'articulació de les relacions administratives del Departament amb l'Instituto de España i les Reials Acadèmies i Acadèmies d'àmbit nacional.
- L'estudi i informe econòmic dels actes i disposicions amb repercussió econòmicofinancera als pressupostos de despeses i ingressos.
- La determinació de l'estructura dels programes i subprogrames en què es concreta l'activitat del Departament, l'elaboració i tramitació de l'avantprojecte anual de pressupost, el seguiment de l'execució dels crèdits pressupostaris i la tramitació de les seves modificacions.
- El seguiment del grau de realització d'objectius respecte als programes i actuacions que es determinin en la Llei anual de Pressupostos Generals de l'Estat.
- L'anàlisi i coordinació de quants recursos financers té assignats el Departament, així com la coordinació i seguiment de l'aplicació dels fons europeus o de caràcter internacional destinats a programes o projectes del Departament i dels seus organismes, sense perjudici de les funcions atribuïdes a altres Unitats i organismes del Departament.
- Les funcions d'assistència als òrgans directius en la preparació dels expedients de contractació i en la tramitació dels procediments d'adjudicació de contractes i l'assistència i suport a la taula i junta de contractació del Departament, així com la tramitació economicofinancera d'aquests expedients quan no estigui atribuïda a altres Unitats i organismes.
- La tramitació economicofinancera dels expedients de concessió de subvencions i dels convenis, encomanes de gestió i altres actes i negocis jurídics quan suposin l'adquisició de compromisos financers pel Departament i no estiguin atribuïts a altres Unitats i organismes.
- Les funcions d'habilitació i pagament del Ministeri, excepte en els casos en què les actuacions d'una determinada unitat del Ministeri requereixin situar en elles una caixa pagadora pròpia, així com les relatives a la Unitat Central de Caixa.
- El règim interior dels serveis centrals del Departament i la conservació, reparació i reforma, intendència, funcionament i seguretat dels edificis en els quals aquests serveis tinguin la seva seu; la formació i l'actualització de l'inventari dels béns mobles d'aquells, així com l'equipament de les Unitats administratives del Departament.
- L'elaboració de la política de personal adscrit al Departament i, especialment, la seva planificació i gestió, mitjançant la previsió de necessitats; la proposta d'oferta de ocupació pública, selecció i provisió; la proposta de modificació de les relacions de llocs de treball; la previsió i seguiment de la despesa de personal, així com tots aquells aspectes derivats de l'aplicació de la normativa sobre aquest tema, l'habilitació de personal i les retribucions i nòmines.
- La gestió del personal docent del Departament i dels procediments de mobilitat del personal docent en l'àmbit nacional, de forma coordinada amb les restants Administracions educatives, sense perjudici de les funcions de la Secretaria d'Estat d'Educació, Formació Professional i Universitats.
- La formació del personal, a excepció del docent, la gestió de l'acció social i la prevenció de riscos laborals.
- La relació amb les organitzacions sindicals i altres associacions professionals representatives.
- L'impuls, coordinació i racionalització de la política en matèria de Tecnologies de la informació i la comunicació (TIC) del Ministeri i dels seus diferents organismes, així com la coordinació i cooperació amb altres administracions i òrgans de l'Estat en aquestes matèries.
- L'impuls de l'administració digital del Ministeri i els seus organismes d'acord amb el pla d'acció departamental per a la transformació digital i l'Estratègia TIC de la Administració General de l'Estat i els seus organismes públics, i la provisió de serveis en matèria de tecnologies de la informació i comunicacions que li correspon prestar com a unitat TIC del Ministeri d'Educació i Formació Professional, en particular la implantació dels serveis declarats com compartits.
- L'impuls i coordinació en l'àmbit del Ministeri i els seus organismes dels Esquemes Nacionals d'Interoperabilitat i Seguretat i de les mesures per garantir l'accessibilitat dels serveis electrònics i el compliment de les obligacions departamentals en matèria de reutilització de la informació del sector públic.
- El desenvolupament dels sistemes d'informació necessaris per al funcionament dels serveis, el portal web, la seu electrònica, intranet, les eines col·laboratives i els dominis d'internet del Departament, així com el suport tècnic a les xarxes socials.
- La gestió de les xarxes de comunicacions en el Departament.
- La gestió de l'atenció al ciutadà prestada a través del Centre d'Informació al Ciutadà i dels serveis telemàtics desenvolupats a tal fi.
- La coordinació i la publicació dels continguts digitals al portal web.
- L'organització i gestió de les oficines del registre del Departament.
- L'exercici de la funció d'Unitat d'Informació de Transparència del Ministeri d'Educació i Formació Professional.
- La gestió de les queixes i suggeriments pels serveis prestats pel Departament, a través de la Unitat de Queixes i Suggeriments.

## Estructura
Depenia de la Sotssecretaria:
- Secretaria General Tècnica.
- Oficina Pressupostària.
- Subdirecció General de Gestió Econòmica i Financera.
- Subdirecció General de Personal.
- Subdirecció General de Tecnologies de la Informació i Comunicacions.
- Oficialia Major.
- Oficina d'Atenció al Ciutadà.
- Gabinet Tècnic de la Subsecretaria.
- Advocacia de l'Estat en el Ministeri.
- Intervenció Delegada de la Intervenció General de l'Administració de l'Estat.

## Llista de Subsecretaris
| Nom                                  | Cos de funcionaris                                      | Any de naixement | Data de nomenament     |
| ------------------------------------ | ------------------------------------------------------- | ---------------- | ---------------------- |
| Sebastián Martín-Retortillo Baquer   | Professor Universitari                                  | 1931             | 23 de juliol de 1976   |
| Antonio Fernández Galiano Fernández  | Professor Universitari                                  | 1926             | 23 de juliol de 1977   |
| Miguel Ángel Sánchez-Terán Hernández | Cos d'Advocats de l'Estat                               | 1942             | 15 de desembre de 1978 |
| Juan Manuel Ruigómez e Iza           | Cos d'Advocats de l'Estat                               | 1924             | 27 d'abril de 1979     |
| Antonio Lago Carballo                | Professor Universitari                                  | 1923             | 10 d'octubre de 1980   |
| Antonio de Juan Abad                 | Lletrat del Tribunal de Comptes                         | 1934             | 18 de desembre de 1981 |
| José Torreblanca Prieto              | Cos Superior d'Administradors Civils de l'Estat         | 1938             | 7 de desembre de 1982  |
| Joaquín Arango Vila-Belda            | Professor Universitari                                  | 1947             | 25 de setembre de 1986 |
| Javier Matía Prim                    | Professor Universitari                                  | 1947             | 2 de setembre de 1988  |
| Enrique Guerrero Salom               | Cos Superior d'Administradors Civils de l'Estat         | 1948             | 12 d'abril de 1991     |
| Juan Ramón García Secades            | Enginyers de Mines                                      | 1948             | 3 de setembre de 1993  |
| Ignacio González González            | Cos Tècnic de l'Ajuntament de Madrid                    | 1960             | 10 de maig de 1996     |
| Ana María Pastor Julián              | Cos Superior de Salud Pública i Administració Sanitària | 1957             | 22 de gener de 1999    |
| Mariano Zabía Lasala                 | Cos Superior d'Administradors Civils de l'Estat         | 1949             | 5 de maig de 2000      |
| José Luis Cádiz Deleito              | Cos Superior d'Administradors Civils de l'Estat         | 1945             | 28 de novembre de 2003 |
| Fernando Gurrea Casamayor            | Professor Universitari                                  | 1961             | 19 d'abril de 2004     |
| Mercedes López Revilla               | Cos Superior d'Administradors Civils de l'Estat         | 1950             | 14 d'abril de 2008     |
| Fernando Benzo Sáinz                 | Cos Superior d'Administradors Civils de l'Estat         | 1965             | 30 de desembre de 2011 |
| José Canal Muñoz                     | Cos Superior d'Administradors Civils de l'Estat         | 1969             | 18 de novembre de 2016 |
| Fernando Gurrea Casamayor            | Professor Universitari                                  | 1961             | 15 de juny de 2018     |